# Mariage sans histoires
Pour plus de détails, voir Fiche technique et Distribution.
Mariage sans histoires (Quiet Wedding) est un film britannique réalisé par Anthony Asquith, sorti en 1941.

## Synopsis
Dallas Chaytor et Janet Boyd viennent de se fiancer et voudraient un mariage sans histoires. Mais amis et famille ont d'autres idées en tête.

## Fiche technique
- Titre original : Quiet Wedding
- Titre français : Mariage sans histoires
- Réalisation : Anthony Asquith, assisté de Michael Anderson
- Scénario : Terence Rattigan, Anatole de Grunwald, d'après la pièce d'Esther McCracken (en)
- Direction artistique : Paul Sheriff, Carmen Dillon
- Photographie : Bernard Knowles
- Montage : Reginald Beck
- Musique : Nicholas Brodszky
- Production : Paul Soskin (en)
- Société de production : Paul Soskin Productions
- Société de distribution : Paramount British Pictures
- Pays de production :  Royaume-Uni
- Langue originale : anglais
- Format : Noir et blanc  — 35 mm — 1,37:1 — son mono
- Genre : Comédie
- Durée : 80 minutes
- Date de sortie : Royaume-Uni : 21 avril 1941

## Distribution
- Margaret Lockwood : Janet Royd
- Derek Farr (en) : Dallas Chaytor
- Marjorie Fielding (en) : Mildred Royd, la mère de Janet
- A. E. Matthews (en) : Arthur Royd, le père de Janet
- Athene Seyler : Tante Mary
- Jean Cadell : Tante Florence
- Margaretta Scott : Marcia Royd
- David Tomlinson : John Royd
- Sydney King : Denys Royd
- Michael Shepley (en) : Jim, le mari de Marcia
- Muriel Pavlow : Miranda
- Frank Cellier : M. Chaytor
- Peggy Ashcroft : Flower Lisle
- Roland Culver : Boofy Ponsonby
- Margaret Halstan : Lady Yeldham
- Roddy Hughes (en) : le vicaire
- Charles Carson : M. Johnson
- Wally Patch
- Bernard Miles
- O.B. Clarence
- Margaret Rutherford
- Muriel George (en) : Bella, la cuisinière
- Hay Petrie